# Гай Норбан
Вижте пояснителната страница за други личности с името Норбан.
Гай Норбан вероятно с когномен Балб (на латински: Gaius Norbanus; Bulbus, Balbus; † 82/81 пр.н.е., Родос) e римски политик на късната Римска република.

## Политическа кариера
Произлиза от Норба и пръв от фамилията си (homo novus) започва cursus honorum. Норбан е привърженик на популарите и на Луций Апулей Сатурнин. През 103 пр.н.е. той е народен трибун, през 101 пр.н.е. квестор при Марк Антоний Оратор, дядото на Марк Антоний.
През гражданската война е претор през 89 пр.н.е. и след това става пропретор и управител на Сицилия. През 83 пр.н.е. той е консул заедно с Луций Корнелий Сципион Азиатик Азияген. Той среща дошлия в Италия Сула, но е победен от него на планината Тифата и се оттегля в Капуа.
През 82 пр.н.е. той става проконсул и губи битка при Фавенция в Цизалпийска Галия в Горна Италия против подгенерала на Сула Квинт Цецилий Метел Пий. Неговият легат Албинован бяга след това при Метел. Норбан успява да избяга и стига до Родос, където като проскрипциран се самоубива.